# Atelopus mittermeieri
Atelopus mittermeieri är en groddjursart som beskrevs av Acosta-Galvis, Rueda-Almonacid, Velásquez-Álvarez, Sánchez-Pacheco och Peña-Prieto 2006. Atelopus mittermeieri ingår i släktet Atelopus och familjen paddor. IUCN kategoriserar arten globalt som starkt hotad. Inga underarter finns listade.